# Les Souris
Albums de Etyl
La Tortue
(2006)
Les Souris est le second album du groupe français Etyl de musique électro-pop, sorti le 25 mars 2008.

## Titres de l'album
1. Sapin sapin
2. Noël
3. L'Ours en poils
4. J'me fais mal
5. Le Sillon
6. J'ai beau
7. Tombée
8. Jalouse
9. À quoi ça sert
10. Maman
11. English Please !
12. Sao Song
13. Je savais
14. Debout